# 可视密码
可视密码方案实际上是一种秘密分享方案，由莫尼·瑙爾和阿迪·萨莫尔在1994年提出。可视秘密密码方案提供了一种将一个秘密的黑-白图像分割成多个子秘密的方案，不需要任何密码学的计算就可以通过这些子秘密获得原来的秘密图像。即使是一个具有无穷计算能力的攻击者，也不能在拥有的子秘密数量少于一个给定值时获得关于秘密图像的任何信息。
1994年，Naor和Shamir提出可视密码，是一种依靠人眼解密的秘密共享方法，它是将一个秘密图像加密成n张分存图像，n张分存图像可以打印到胶片上、存入电脑或移动存储器中，且分别由n个人保存。解密时只需k个人(或k个以上)将各自的分存图像叠加，秘密图像就会呈现出来，而少于k个人无法获得秘密图像的一点信息